# Charles Henri Sanson
Charles Henri Sanson (ur. 1739, zm. 1806) – kat, wykonawca wyroków śmierci w Paryżu w latach 1778-1795. Był prawnukiem pierwszego z dynastii Sansonów, Charlesa Sansona, który w 1688 roku otrzymał urząd exécuteur des hautes œuvres de Paris - wykonawcy wyroków śmierci w Paryżu, który to urząd stał się w jego rodzinie urzędem dziedzicznym. 
Charles Sanson sprawował obowiązki kata do 1699 roku. Obowiązki po nim objął jego syn, również Charles Sanson. Był on zastępcą ojca już od 1696 roku, później od 1699 roku sprawował funkcję nieoficjalnie, a od 1707 roku był oficjalnym katem Paryża. Zmarł w 1726 roku, a jego żona, wdowa po nim Anne Marthe Dubut otrzymała honorowy tytuł "wykonawcy wyroków śmierci", zaś jej drugi mąż tytuł "kata miasta, komendanta i wicehrabiego Paryża". Tytuły te obowiązywały do czasu, gdy syn Anne Marthe i Charlesa Sansona, Charles Jean Baptiste Sanson osiągnął wiek 20 lat. Obowiązki kata sprawował on do 1754 roku, w którym to roku paraliż nagle przerwał jego karierę. Następnie po nim obowiązki przejął jego syn, kolejny Charles. 
Charles Henri Sanson urząd swój objął w wyniku choroby ojca w wieku 15 lat. Oficjalnym katem Paryża stał się jednak dopiero w 1778 roku, otrzymując tytuł "kata miasta Paryża" oraz "kata królewskiego dworu w Wersalu". Pierwszym skazańcem, na którym wykonał wyrok śmierci był Robert-François Damiens. 25 kwietnia 1792 roku, na Place de Grève dokonał pierwszej egzekucji przy użyciu gilotyny. Wśród najsłynniejszych skazańców Charlesa Henriego Sansona byli: "obywatel Ludwik Kapet", były król Francji - Ludwik XVI, królowa Maria Antonina, Jacques-René Hébert, Georges Danton, Antoine Lavoisier i Maksymilian Robespierre. Egzekucję Ludwika XVI wykonał 21 stycznia 1793 roku o godzinie 10:22. W 1795 roku obowiązki katowskie przekazał swemu synowi Henriemu Sansonowi, który już wcześniej wielokrotnie zastępował ojca i asystował ojcu podczas egzekucji. Starszy syn Charlesa Henriego Sansona - Henri był pomocnikiem ojca w czasie egzekucji króla Ludwika XVI. Młodszy, Gabriel zginął w wyniku upadku z szafotu podczas prezentacji odciętej głowy skazańca po egzekucji w 1792 roku. Ostatnim z "dynastii" Sansonów był syn Henriego Sansona, Clement Henri Sanson, który katowski urząd sprawował do 1847 roku. 
Sanson zawsze dbał o wyszukaną elegancję stroju – przed każdą egzekucją zakładał ciemny redingot, prążkowane spodnie i elegancki trójgraniasty kapelusz. O jego umiejętnościach zawodowych świadczy fakt, iż podczas jednej z egzekucji na Place de la Nation w ciągu 24 minut zgilotynował 54 skazańców.
W ciągu wielu lat sprawowania obowiązków kata wykonał egzekucje na 2918 skazańcach.